# 江戸重通
江戸 重通（えど しげみち）は、戦国時代から安土桃山時代にかけての武将・大名。常陸江戸氏9代当主。常陸国水戸城主。

## 出自
常陸江戸氏は常陸の国人。藤原北家魚名流とされる藤原秀郷の後裔・川野辺氏の支流である那珂氏の傍流。

## 生涯
弘治2年（1556年）、江戸通政の嫡男として誕生。
永禄10年（1567年）、父・通政が病死したため家督を相続した。この頃になると北条氏政の関東における勢力拡大が常陸にまで及び、重通は佐竹義重に半従属の形で従って北条軍の侵攻に対抗していた。永禄13年/元亀元年（1570年）、元服。「重」の字は佐竹義重から偏諱を受けたと思われる。
天正3年（1575年）、江戸氏が保護していた真言宗の僧侶に絹衣の着用を許可した。これは当時、朝廷が定めた僧侶の服装規定に反するものであったため、正親町天皇と織田信長が揃って問責の使者を出した。ところが、重通はこれを逆手に取って朝廷と信長に自分を売り込み、翌年8月4日には従五位下・但馬守に補任される事になった（絹衣相論）。
しかし、北条軍の攻勢は激しく、天正6年（1578年）に重通は後北条氏と降伏に近い形で和睦した。ところが、ここでも重通は抜け目無く佐竹氏・北条氏両方に自分を売り込んで大掾氏・鹿島氏の討伐の許しを得る。天正15年（1587年）に鹿島郡を制圧し、翌天正16年（1588年）には佐竹義重の援軍を受け大掾清幹を降伏させた。
だが、こうした急激な拡大路線によって負担を強いられた神生氏など家臣団が離反し始めて家中は分裂、江戸氏は急速に衰退していく。
また、その後も江戸氏と大掾氏の対立は収まらなかったとみられ、天正18年（1590年）の小田原征伐に際して、大掾清幹は豊臣秀吉の命に応じて出陣する佐竹義宣に対して秀吉への詫言（謝罪）を依頼する書状を送っている。実は重通も同様の動きを見せており、近世以来言われてきた「江戸・大掾両氏は北条氏と結んで参陣しなかった」という説は事実ではなく、江戸氏・大掾氏ともに豊臣方について出陣する意向はあったものの、留守中、相手側による攻撃を互いに恐れて出陣できず、同盟国である佐竹義宣らに秀吉への執り成しを望んでいたのが実情であったと考えられている。
しかし、ここにおいて佐竹義宣はこれを常陸統一の好機と捉えて江戸氏・大掾氏らの執り成し要請を黙殺し、8月1日に秀吉から常陸全域54万石の安堵を受けた。
これにより、同年12月19日に重通は佐竹義重の攻撃を受け、居城の水戸城を落とされて結城晴朝の下へ落ち延びた。佐竹軍はそのまま南下して府中城を攻略し、大掾氏も滅ぼした。
慶長3年（1598年）、死去。享年43。
重通の子・水戸宣通は越前国の結城秀康に仕えた。